# 佐賀市立兵庫小学校
佐賀市立兵庫小学校（さがしりつ ひょうごしょうがっこう）は佐賀県佐賀市兵庫町大字渕にある公立小学校。

## 概要
歴史
1874年（明治7年）創立の小学校4校を源流とし、4校が統合により2校（渕藤・順成）になった1878年（明治11年）を創立年としている。数回の改組・改称を経て、現校名になったのは1954年（昭和29年）。2023年（令和5年）には創立145周年を迎えた。
校訓
「正しく、かしこく、美しく」
校章
校名の頭文字である「兵」の文字を図案化したデザインとなっている。
校歌
1959年（昭和34年）制定。
通学区域
佐賀市のうち、「兵庫南一～四丁目、兵庫北一～七丁目、兵庫町、高木瀬東一丁目（10番）、駅前中央三丁目（1番・12番14～24号・13番13～19号・14番～16番）、大財北町（4・5番）」。中学校区は佐賀市立城東中学校。

## 沿革
- 1874年（明治7年）- 佐賀郡に「若宮小学校」、「瓦町小学校」、「藤樹小学校」、「渕小学校」が創立。
- 1878年（明治11年）
  - 4月 - 巨勢川以東の小学校2校（若宮・瓦町）を統合の上、「順成小学校」を創立。
  - 11月 - 巨勢川以西の小学校2校（渕・藤樹）を統合の上、「渕藤小学校」を創立。
- 1896年（明治19年）- 小学校令施行により、尋常科（4年制）を設置の上、「尋常渕藤小学校」・「尋常順成小学校」に改称。
- 1889年（明治22年）4月1日 - 町村制施行に伴い、佐賀郡若5村（若宮・瓦町・渕・藤木・東高木（一部））が合併の上、兵庫村が成立。
- 1882年（明治25年）4月 - 「渕藤尋常小学校」・「順成尋常小学校」に改称。
- 1897年（明治30年）5月 - 上記尋常小学校2校（渕藤・順成）を統合の上，高等科を併置し、「兵庫尋常高等小学校」に改称。
- 1908年（明治41年）4月 - 改正小学校令により、尋常科（義務教育）が4年制から6年制に、高等科が4年制から2～3年制に変更となる。
- 1924年（大正13年）11月 - 講堂と校舎4棟を改築。
- 1931年（昭和6年）5月 - 暴風雨のため南東校舎が倒壊。その後、改築を実施。
- 1941年（昭和16年）4月1日 - 国民学校令施行により、「兵庫村国民学校」に改称。尋常科を初等科に改める。
- 1947年（昭和22年）4月1日 - 学制改革が行われる。
  - 兵庫村国民学校の初等科は、新制小学校「兵庫村立兵庫小学校」に改組・改称。
  - 兵庫村国民学校の高等科は、青年学校普通科とともに、新制中学校「兵庫村立兵庫中学校」に改組・改称。小学校に併設される。
- 1954年（昭和29年）3月 - 佐賀市への合併により「佐賀市立兵庫小学校」（現校名）・「佐賀市立兵庫中学校」に改称。
- 1957年（昭和32年）3月31日 - 佐賀市立城東中学校への統合により、佐賀市立兵庫中学校が廃止され、校舎等が小学校に移管される。
- 1959年（昭和34年）11月 - 校歌を制定。
- 1961年（昭和36年）9月 - 完全給食を実施。
- 1962年（昭和37年）10月 - 創立65周年を記念して、校旗を制定。
- 1968年（昭和43年）7月 - 鉄筋コンクリート造3階建ての新校舎が完成。
- 1971年（昭和46年）
  - 2月 - 運動場の東堀を埋め立てる。
  - 3月 - 体育館が完成。
- 1976年（昭和51年）10月 - 金管バンド・面浮立体操で佐賀国体に6年生全員が参加。
- 1978年（昭和53年）10月 - 創立100周年記念式典を挙行。
- 1989年（平成元年）5月 - アメリカ合衆国グレンズフォールズ市ケンシントンロード小学校との姉妹校締結。
- 1992年（平成4年）2月 - 国旗掲揚台を新設。
- 1994年（平成6年）2月 - 運動場に夜間照明設備を新設。
- 1996年（平成8年）4月 - プールを改築。
- 1998年（平成10年）12月 - 校旗を新調。
- 1999年（平成11年）7月 - アメリカ合衆国グレンズフォールズ市関係者が来校。
- 2000年（平成12年）9月 - 運動場南にジャンボ滑り台を設置。
- 2001年（平成13年）
  - 8月 - 親子キャンプを初めて実施。
  - 9月 - オーストラリア ブリスベン市より女子児童5名を短期交換留学で受け入れる。
- 2002年（平成14年）8月 - オーストラリア交流児童6名ブリスベン市を訪問。
- 2003年（平成15年）
  - 3月 - 鉄筋コンクリート造3階建ての管理棟校舎が完成。
  - 7月 - アメリカ合衆国グレンズフォールズ市関係者が来校。
  - 9月 - カナダ･イスラエル･ヨーロッパ等12ヶ国関係者が来校。
- 2004年（平成16年）
  - 6月 - アメリカ合衆国よりフルブライト教育使節団が来校。
  - 8月 - オーストラリア交流児童10名がブリスベン市を訪問。
- 2006年（平成18年）7月 - 新給食室が完成。
- 2007年（平成19年）7月 - アメリカ合衆国グレンズフォールズ市関係者が来校。
- 2009年（平成21年）8月 - 新体育館が完成。
- 2012年（平成24年）
  - 1月 - 運動場西側に仮設校舎が完成。
  - 3月 - 旧北校舎を解体。
- 2013年（平成25年）3月 - 新北校舎が完成。

## 交通
最寄りの鉄道駅
- JR九州 長崎本線 「佐賀駅」

最寄りの幹線道路
- 国道34号「兵庫町若宮」交差点

## 周辺
- 佐賀市立兵庫公民館
- JAさが佐賀市支部農機センター
- 喜兵衛橋

## 参考資料
- 「佐賀市史 第3巻 (近代編 明治期) (PDF) 」（1978年（昭和53年）9月30日, 佐賀市）p.139～p.205 二.明治前期の教育 - 佐賀市ウェブサイト
- 「佐賀市史 第3巻 (近代編 明治期) (PDF) 」（1978年（昭和53年）9月30日, 佐賀市）p.744～p.772 十.明治後期の教育と文化 - 佐賀市ウェブサイト

## 関連事項
- 佐賀県小学校一覧